# Salle (fleuve)
Pour les articles homonymes, voir Salle.
 (avril 2014).
La Salle est un fleuve côtier français, dont le cours est entièrement situé dans le département du Var et qui se jette dans la mer Méditerranée.

## Géographie et histoire
De 6,2 km de longueur, la Salle prend sa source à La Cadière-d'Azur, pour se jeter dans la Méditerranée à Saint-Cyr-sur-Mer.

## Communes et cantons traversés
Dans le seul département du Var, la Salle traverse deux communes et un canton :
- dans le sens amont vers aval : La Cadière-d'Azur (source), Saint-Cyr-sur-Mer (embouchure).

Soit en termes de cantons, la Salle prend source et a son embouchure dans le même canton du Beausset, dans l'arrondissement de Toulon.

## Affluent
La Salle n'a qu'un affluent référencé :
- le Dégoutant (rd), 8 km sur les trois communes de Saint-Cyr-sur-Mer, La Cadière-d'Azur, Roquefort-la-Bedoule, avec un affluent[2] :
  - Le Fainéant (rd), 6,6 km sur les trois communes de Saint-Cyr-sur-Mer, La Cadière-d'Azur, Ceyreste.
- Le Ruisseau de Saint-Côme (rg), 8 km sur les deux communes de Saint-Cyr-sur-Mer, La Cadière-d'Azur[3],[note 1].

Le rang de Strahler est donc de trois.